# Concurso anual de edificios artísticos (Barcelona)

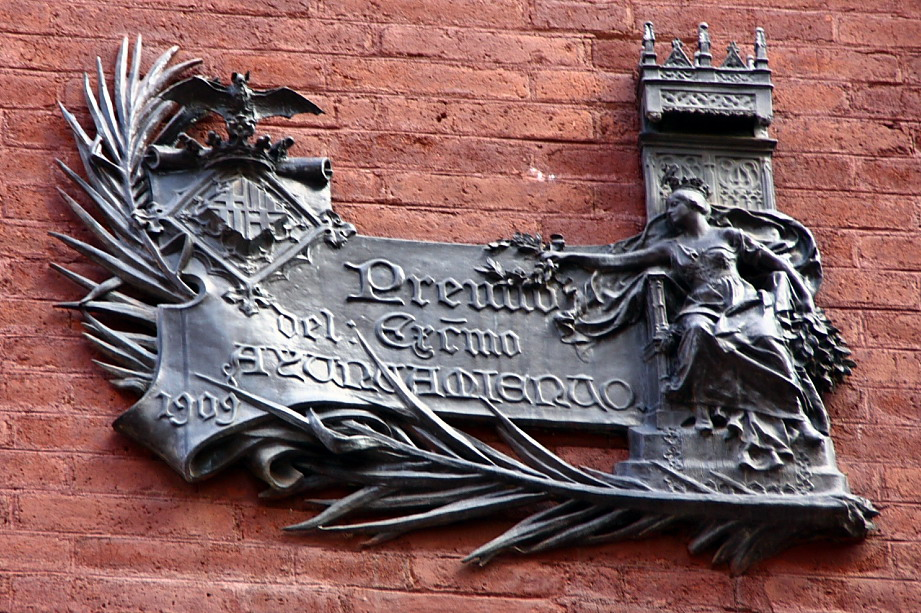
Placa conmemoraiva del Palacio de la Música Catalana, ganador de 1909.

El Concurso Anual de Edificios Artísticos de la ciudad de Barcelona fue instaurado por el Ayuntamiento el 23 de junio de 1899 para premiar al mejor edificio construido anualmente en la ciudad. A partir de 1902, se creó una categoría para galardonar al mejor establecimiento comercial.
Su concesión, con algunas interrupciones, se produjo desde 1899 hasta 1930. En 1916 se otorgaron simultáneamente los premios de 1913, 1914 y 1915 debido a que el jurado no se había reunido en ese período.
A partir de 1917 se modificaron las menciones para poder acoger mejor la proliferación de obras de calidad presentadas. En total, se premiaron más de sesenta inmuebles y locales, buena parte de ellos coincidiendo con el período álgido del modernismo, que es la etapa durante la que esta distinción tuvo más prestigio.
El primer edificio galardonado fue la casa Calvet, de Antoni Gaudí; no obstante, este arquitecto no volvería a ser premiado. Sin embargo, Lluís Domènech i Montaner y Enric Sagnier fueron premiados en diversas ocasiones, accediendo a la categoría especial de Medalla de Oro, prevista para los arquitectos galardonados tres veces en el certamen. Dicha Medalla fue diseñada por Eusebi Arnau.
En alguna ocasión las obras no acababan dentro del año, por lo que quedaban fuera de las deliberaciones del jurado. A pesar de que podían presentarse en el año siguiente, el efecto de la "nueva construcción" no causaba el mismo efecto. Ello ocurrió con la casa Milà en 1910 y el de la casa Fuster en 1915

## El premio

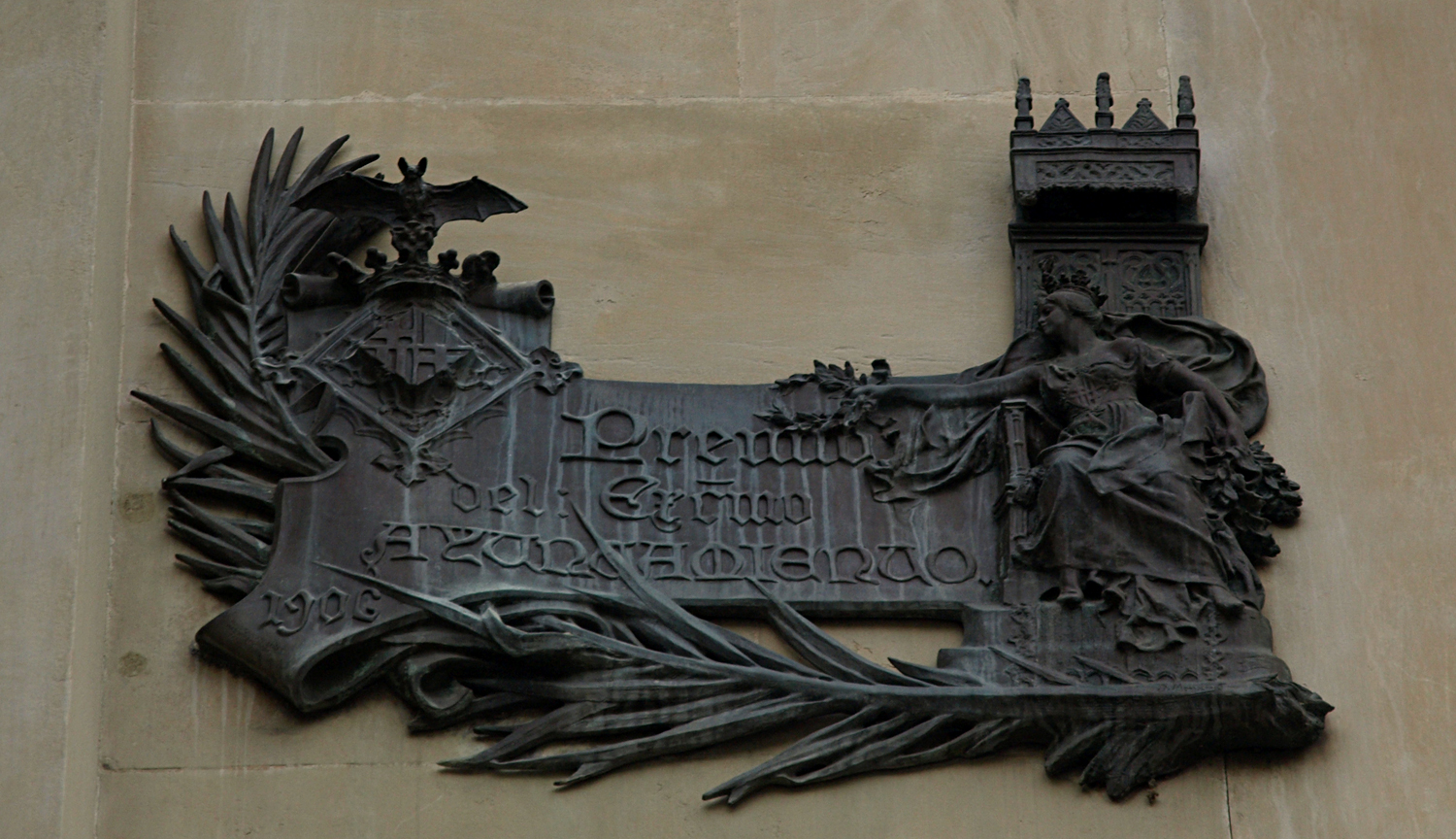
Placa conmemorativa de la Casa Lleó Morera, ganadora del Primer Premio (1906).

El premio consistía en una placa decorativa de azulejo para colocar en la fachada del edificio, pero el 26 de enero de 1900 se decidió cambiarla por una de bronce (diseñada por Andreu Aleu y Bonaventura Bassegoda y fundida en los talleres de Masriera y Campins). Asimismo, el autor del proyecto y el propietario recibían sendos diplomas, unas verdaderas obras de arte realizadas por Francesc Mirabent, pintor especializado en este tipo de trabajos.
Las placas del premio son visibles en muchas de las construcciones galardonadas, especialmente hasta el 1919. Los establecimientos comerciales recibían un diploma honorífico, pero la mayoría de estos locales han desaparecido. La mayor parte pertenecía al periodo modernista, y el novecentismo eliminó lo que consideraba "excesos del modernismo". Esta destrucción fue sistemática en los lugares habituales de ocio de la burguesía, tiendas, cafés y restaurantes. Estos premios tenían un carácter puramente honorífico y, a diferencia de otros concursos europeos coetáneos, no premiaban los edificios exclusivamente por sus condiciones estéticas, sino también por las calidades constructivas y funcionales. Se galardonaron inmuebles destinados a vivienda, unifamiliares y de pisos, pero también edificaciones industriales y de servicios.
Entre los edificios modernistas premiados, se encuentra la mencionada casa Calvet (Antoni Gaudí), el Palacio de la Música Catalana (Domènech i Montaner), la Fábrica Casaramona (Puig i Cadafalch) y la casa Roviralta (Juan Rubió), entre otros.
Uno de los últimos edificios premiados fue la Fábrica Myrurgia.
El galardón municipal se considera un precedente de los Premios FAD (Fomento de las Artes y el Diseño), creados en 1958.

### Edificios
| Año       | Premio                                      | Autor                                              | Nombre y Ubicación                                                                                                | Descripción | Foto y estado                                   |
| --------- | ------------------------------------------- | -------------------------------------------------- | --- | --- | ----------------------------------------------- |
|           |                                             |                                                    | | |                                                 |
| 1900      | Primer Premio                               | Antoni Gaudí                                       | Casa Calvet | Edificio realizado por un fabricante textil. Sirvió tanto para negocio (planta baja y sótano) como para viviendas (plantas superiores). | Correcto                                        |
| 1900      | Primer Premio                               | Antoni Gaudí                                       | Calle de Caspe, n.º 52 41°23′27″N 2°10′23″E / 41.39083, 2.17306                                                   | Edificio realizado por un fabricante textil. Sirvió tanto para negocio (planta baja y sótano) como para viviendas (plantas superiores). | Correcto                                        |
|           |                                             |                                                    | | |                                                 |
| 1901      | Primer Premio                               | Joan Martorell i Montells                          | Sociedad del Crédito Mercantil                                                                                    | Edificio sede de la Sociedad de Crédito Mercantil. Construido en pleno período modernista, mantiene el estilo academicista que había imperado durante el siglo XIX. Tiene carácter monumental, enfatizado por los elementos de piedra que ornamentan el piso principal y el cuerpo central de la fachada. Destacan dos esculturas alegóricas al Comercio y a la Industria. También es remarcable el trabajo de forja de la barandilla. Hacia 1930 el edificio pasó a manos de la Cámara de Comercio de Barcelona y, posteriormente, a la Generalidad de Cataluña. Desde 1997, juntamente con el edificio anexo, aloja la Escuela de Diseño Elisava. | Correcto                                        |
| 1901      | Primer Premio                               | Joan Martorell i Montells                          | Calle Ancha, n.º 11 41°22′45.18″N 2°10′44.71″E / 41.3792167, 2.1790861                                            | Edificio sede de la Sociedad de Crédito Mercantil. Construido en pleno período modernista, mantiene el estilo academicista que había imperado durante el siglo XIX. Tiene carácter monumental, enfatizado por los elementos de piedra que ornamentan el piso principal y el cuerpo central de la fachada. Destacan dos esculturas alegóricas al Comercio y a la Industria. También es remarcable el trabajo de forja de la barandilla. Hacia 1930 el edificio pasó a manos de la Cámara de Comercio de Barcelona y, posteriormente, a la Generalidad de Cataluña. Desde 1997, juntamente con el edificio anexo, aloja la Escuela de Diseño Elisava. | Correcto                                        |
|           |                                             |                                                    | | |                                                 |
| 1902      | Primer Premio                               | Enric Sagnier                                      | Casa Emili Juncadella                                                                                             | Se trata de una casa señorial de tres plantas hecha en piedra y coronada por almenas redondeadas. Disponía de un jardín que ocupaba la mitad de la finca. Sagnier planteó numerosas innovaciones: aperturas trilobuladas, acabados abarrocados, decoración en franjas horizontales. Los trabajos en metal fueron realizados por Carles Torrebadell y los interiores por Joan Busquets. | Desaparecida                                    |
| 1902      | Primer Premio                               | Enric Sagnier                                      | Rambla de Cataluña, n.º 26 41°23′21.44″N 2°9′58.1″E / 41.3892889, 2.166139                                        | Se trata de una casa señorial de tres plantas hecha en piedra y coronada por almenas redondeadas. Disponía de un jardín que ocupaba la mitad de la finca. Sagnier planteó numerosas innovaciones: aperturas trilobuladas, acabados abarrocados, decoración en franjas horizontales. Los trabajos en metal fueron realizados por Carles Torrebadell y los interiores por Joan Busquets. | Desaparecida                                    |
|           |                                             |                                                    | | |                                                 |
| 1903      | Primer Premio                               | Augusto Font Carreras                              | Caja de Ahorros de Barcelona (Caixa d'Estalvis de Barcelona).                                                     | Se trata de la ampliación y restauración de un edificio del siglo XV que había crecido con la expropiación de las casas vecinas. La institución, orientada a atender a las clases más humildes, tenía que crecer, dada la evolución de la clase obrera y de la industria. | Correcto                                        |
| 1903      | Primer Premio                               | Augusto Font Carreras                              | C/ Jaime I, n.º 2 y Plaza San Jaime 41°22′58.13″N 2°10′38.81″E / 41.3828139, 2.1774472                            | Se trata de la ampliación y restauración de un edificio del siglo XV que había crecido con la expropiación de las casas vecinas. La institución, orientada a atender a las clases más humildes, tenía que crecer, dada la evolución de la clase obrera y de la industria. | Correcto                                        |
|           |                                             |                                                    | | |                                                 |
| 1904      | Primer Premio                               | Desierto                                           | Desierto | Desierto | Desierto                                        |
| 1904      | Mención                                     | Henry Grandpierre y Joan Martorell i Montells      | Palau Robert | Palacete privado residencia del financiero gerundense Robert Robert i Surís, marqués de Robert. El proyecto fue otorgado por concurso al arquitecto francés Henry Grandpierre y las obras fueron dirigidas por Joan Martorell Montells, entre 1898 y 1903. Se construyó con piedra de la montaña de Montgrí. Es un edificio de planta rectangular articulado alrededor de un patio interior abierto con una claraboya. Su estilo clasicista se aleja completamente del modernismo vigente en su época. | Correcto                                        |
| 1904      | Mención                                     | Henry Grandpierre y Joan Martorell i Montells      | Paseo de Gracia, n.º 107 41°23′45.92″N 2°3′34.93″E / 41.3960889, 2.0597028                                        | Palacete privado residencia del financiero gerundense Robert Robert i Surís, marqués de Robert. El proyecto fue otorgado por concurso al arquitecto francés Henry Grandpierre y las obras fueron dirigidas por Joan Martorell Montells, entre 1898 y 1903. Se construyó con piedra de la montaña de Montgrí. Es un edificio de planta rectangular articulado alrededor de un patio interior abierto con una claraboya. Su estilo clasicista se aleja completamente del modernismo vigente en su época. | Correcto                                        |
| 1904      | Mención                                     | Josep Artigas Ramoneda                             | Edificio Roman i Domingo Batlló                                                                                   | Edificio de viviendas de líneas sobrias que ocupaba el chaflán de Balmes y Gran Vía de las Cortes Catalanas, donde en la actualidad está la sede del Instituto Catalán de la Salud. | Destruido durante el bombardeo de marzo de 1938 |
| 1904      | Mención                                     | Josep Artigas Ramoneda                             | Gran Vía, n.º 589                                                                                                 | Edificio de viviendas de líneas sobrias que ocupaba el chaflán de Balmes y Gran Vía de las Cortes Catalanas, donde en la actualidad está la sede del Instituto Catalán de la Salud. | Destruido durante el bombardeo de marzo de 1938 |
| 1904      | Mención                                     | Josep Majó i Ribas                                 | Antiguo edificio del diario La Vanguardia.                                                                        | El edificio se organizaba compositivamente a partir de cuatro ejes verticales; las aperturas son balcones individuales salvo los de la planta principal, donde los dos centrales se agrupan mediante una barandilla. Justamente es en esa planta principal, perfectamente diferenciada del resto, donde se concentra el conjunto ornamental más significativo del edificio: una barandilla de piedra con relieves escultóricos de gran calidad y una mayor densidad decorativa en los marcos de piedra de les aperturas. La planta baja está separada de las tres aperturas de la planta baja mediante una franja escultórica. Se debe destacar el esgrafiado con temática vegetal que ocupa la fachada. | Correcto                                        |
| 1904      | Mención                                     | Josep Majó i Ribas                                 | Calle de Pelayo, n.º 28 41°23′08.65″N 2°10′0.38″E / 41.3857361, 2.1667722                                         | El edificio se organizaba compositivamente a partir de cuatro ejes verticales; las aperturas son balcones individuales salvo los de la planta principal, donde los dos centrales se agrupan mediante una barandilla. Justamente es en esa planta principal, perfectamente diferenciada del resto, donde se concentra el conjunto ornamental más significativo del edificio: una barandilla de piedra con relieves escultóricos de gran calidad y una mayor densidad decorativa en los marcos de piedra de les aperturas. La planta baja está separada de las tres aperturas de la planta baja mediante una franja escultórica. Se debe destacar el esgrafiado con temática vegetal que ocupa la fachada. | Correcto                                        |
|           |                                             |                                                    | | |                                                 |
| 1905      | Primer Premio                               | Josep Amargós                                      | Torre de les Aigües de Dos Rius                                                                                   | Encargada por la Sociedad promotora de la urbanización del Tibidabo para almacenar y bombear las aguas de DosRius con la finalidad de suministrar al Parque de Atracciones Tibidabo y a la urbanización residencial del camino de Vallvidrera. La planta de la torre es octogonal, de unos diez metros de diámetro y cuarenta y dos metros y medio de altura, tiene dos miradores con barandilla de hierro forjado y se cierra con una cúpula que inicialmente estaba coronada con una linterna que ha desaparecido. El repertorio formal se basa en una sucesión de falsos arcos de medio punto sustentados sobre pilastras adosadas y ventanas también de medio punto, con ojos de buey. La verticalidad se rompe gracias a los dos miradores, y el cromatismo es producto de la combinación de materiales: pedra artificial y mampostería. | Correcto                                        |
| 1905      | Primer Premio                               | Josep Amargós                                      | Carretera de Vallvidrera a Tibidabo, n.º 107 41°25′22.08″N 2°7′9.3″E / 41.4228000, 2.119250                       | Encargada por la Sociedad promotora de la urbanización del Tibidabo para almacenar y bombear las aguas de DosRius con la finalidad de suministrar al Parque de Atracciones Tibidabo y a la urbanización residencial del camino de Vallvidrera. La planta de la torre es octogonal, de unos diez metros de diámetro y cuarenta y dos metros y medio de altura, tiene dos miradores con barandilla de hierro forjado y se cierra con una cúpula que inicialmente estaba coronada con una linterna que ha desaparecido. El repertorio formal se basa en una sucesión de falsos arcos de medio punto sustentados sobre pilastras adosadas y ventanas también de medio punto, con ojos de buey. La verticalidad se rompe gracias a los dos miradores, y el cromatismo es producto de la combinación de materiales: pedra artificial y mampostería. | Correcto                                        |
|           |                                             |                                                    | | |                                                 |
| 1906      | Primer Premio                               | Lluís Domènech i Montaner                          | Casa Lleó Morera                                                                                                  | La casa era una combinación de espacio comercial en la planta baja, piso señorial en el principal y viviendas de alquiler en el resto de pisos, si bien el propietario quería unos signos de ostentación manifiesta. La aportación artística de los colaboradores de Domènech y la solución constructiva en un solar asimétrico y complejo fueron aspectos muy valorados por el jurado. | Correcto                                        |
| 1906      | Primer Premio                               | Lluís Domènech i Montaner                          | Paseo de Gracia, n.º 35 41°23′28.3″N 2°9′55.8″E / 41.391194, 2.165500                                             | La casa era una combinación de espacio comercial en la planta baja, piso señorial en el principal y viviendas de alquiler en el resto de pisos, si bien el propietario quería unos signos de ostentación manifiesta. La aportación artística de los colaboradores de Domènech y la solución constructiva en un solar asimétrico y complejo fueron aspectos muy valorados por el jurado. | Correcto                                        |
|           |                                             |                                                    | | |                                                 |
| 1907      | Primer Premio                               | Bonaventura Bassegoda i Amigó                      | Colegio Condal | Se trata de un edificio directamente diseñado para la función docente que tenía que desempeñar, donde destaca la distribución y uso de la luz. Compitiendo con edificios como la casa Batlló de Gaudí, la Bonaventura Ferrer de Falqués, o la casa Puget de Ausiàs March 22, todas de diseño claramente modernista, el jurado escogió una construcción que destacaba por su sobriedad. | Correcto                                        |
| 1907      | Primer Premio                               | Bonaventura Bassegoda i Amigó                      | Calle de Amadeo Vives, n.º 6 41°23′17.12″N 2°10′30.48″E / 41.3880889, 2.1751333                                   | Se trata de un edificio directamente diseñado para la función docente que tenía que desempeñar, donde destaca la distribución y uso de la luz. Compitiendo con edificios como la casa Batlló de Gaudí, la Bonaventura Ferrer de Falqués, o la casa Puget de Ausiàs March 22, todas de diseño claramente modernista, el jurado escogió una construcción que destacaba por su sobriedad. | Correcto                                        |
| 1907      | Diploma                                     | José Pérez Terraza                                 | Casa Llorens | De entre la docena de casas presentadas a concurso, se concedió un diploma a la modernista casa Llorens, reconociéndose el esfuerzo del propietario en ornamentar lujosamente tanto el interior de las viviendas como su fachada. El arquitecto no pudo gozar del reconocimiento, ya que había muerto hacía unos meses | Correcto                                        |
| 1907      | Diploma                                     | José Pérez Terraza                                 | Calle de Córcega, n.º 261 41°23′35.98″N 2°9′17.28″E / 41.3933278, 2.1548000                                       | De entre la docena de casas presentadas a concurso, se concedió un diploma a la modernista casa Llorens, reconociéndose el esfuerzo del propietario en ornamentar lujosamente tanto el interior de las viviendas como su fachada. El arquitecto no pudo gozar del reconocimiento, ya que había muerto hacía unos meses | Correcto                                        |
|           |                                             |                                                    | | |                                                 |
| 1908      | Primer Premio                               | Desierto                                           | Desierto | Desierto | Desierto                                        |
| 1908      | Mención especial                            | Enric Sagnier                                      | Casa Joan Coma | Reforma de una casa de 1882 en la que se reconvirtió el jardín interior en almacenes y se reformó la fachada con una estética modernista incluyendo una agraciada tribuna en el principal. | Correcto                                        |
| 1908      | Mención especial                            | Enric Sagnier                                      | Paseo de Gracia, n.º 74 41°23′37.15″N 2°9′48.93″E / 41.3936528, 2.1635917                                         | Reforma de una casa de 1882 en la que se reconvirtió el jardín interior en almacenes y se reformó la fachada con una estética modernista incluyendo una agraciada tribuna en el principal. | Correcto                                        |
|           |                                             |                                                    | | |                                                 |
| 1909      | Primer Premio                               | Lluís Domènech i Montaner                          | Palacio de la Música Catalana                                                                                     | Es un edificio singular que acaparó todo el interés del concurso. Las soluciones estructurales y las paredes revestidas de vitrales, precursoras del actual muro-cortina, convirtieron al Palacio de la Música Catalana en una caja de luz natural. Con una visión futurista, Domènech construyó también fachada en la pared medianera que tenía contacto con una iglesia vecina que, al desaparecer 80 años más tarde, puso de manifiesto el perfil precursor de su autor. | Correcto                                        |
| 1909      | Primer Premio                               | Lluís Domènech i Montaner                          | C/ Alta de San Pedro, n.º 13 41°23′15″N 2°10′30″E / 41.38750, 2.17500                                             | Es un edificio singular que acaparó todo el interés del concurso. Las soluciones estructurales y las paredes revestidas de vitrales, precursoras del actual muro-cortina, convirtieron al Palacio de la Música Catalana en una caja de luz natural. Con una visión futurista, Domènech construyó también fachada en la pared medianera que tenía contacto con una iglesia vecina que, al desaparecer 80 años más tarde, puso de manifiesto el perfil precursor de su autor. | Correcto                                        |
|           |                                             |                                                    | | |                                                 |
| 1910      | Primer Premio                               | Desierto                                           | Desierto | Desierto | Desierto                                        |
| 1910      | Mención especial                            | Alexandre Soler i March                            | Casa Heribert Pons                                                                                                | De líneas sobrias estructurada en tres cuerpos verticales, está relacionada con el estilo sezession. Destacan las esculturas de Eusebio Arnau dedicadas a las artes (pintura, escultura, literatura y música), situadas en la fachada a nivel del piso principal. Ha sufrido alguna transformación como el cambio de las barandillas de los balcones. Actualmente acoge el Departamento de Finanzas de la Generalidad de Cataluña. | Correcto                                        |
| 1910      | Mención especial                            | Alexandre Soler i March                            | Rambla de Cataluña, n.º 19 41°23′19.35″N 2°9′59.0″E / 41.3887083, 2.166389                                        | De líneas sobrias estructurada en tres cuerpos verticales, está relacionada con el estilo sezession. Destacan las esculturas de Eusebio Arnau dedicadas a las artes (pintura, escultura, literatura y música), situadas en la fachada a nivel del piso principal. Ha sufrido alguna transformación como el cambio de las barandillas de los balcones. Actualmente acoge el Departamento de Finanzas de la Generalidad de Cataluña. | Correcto                                        |
| 1910      | Mención Primera.                            | Josep Font i Gumà                                  | Casa de Mercedes Niqui                                                                                            | Se trata de un edificio de locales en planta baja y cuatro pisos de estilo novecentista, destacando la sobriedad de líneas habitual en el autor. El jurado destacó este aspecto sobre los edificios "recargados y con fastuosidad innecesaria" de la casa Berenguer, claramente modernista, y relegada a la segunda mención. | Correcto                                        |
| 1910      | Mención Primera.                            | Josep Font i Gumà                                  | C/Balmes, n.º 127 41°23′34.20″N 2°9′28.24″E / 41.3928333, 2.1578444                                               | Se trata de un edificio de locales en planta baja y cuatro pisos de estilo novecentista, destacando la sobriedad de líneas habitual en el autor. El jurado destacó este aspecto sobre los edificios "recargados y con fastuosidad innecesaria" de la casa Berenguer, claramente modernista, y relegada a la segunda mención. | Correcto                                        |
| 1910      | Mención Segunda.                            | Bonaventura Bassegoda i Amigó                      | Casa Berenguer | Encargada por Casimir Clapés para la sociedad textil “Sobrinos de Berenguer”. Sigue el esquema funcional de la burguesía del textil: oficinas y almacenes en la planta baja, principal para el propietario y pisos de alquiler. Se trata de un edificio modernista con profusa decoración artesana en el interior, especialmente en el vestíbulo y caja de escalera, y con fachada de piedra con esculturas alegóricas del negocio. | Correcto                                        |
| 1910      | Mención Segunda.                            | Bonaventura Bassegoda i Amigó                      | C/ Diputación, n.º 246 41°23′18.5″N 2°9′53.58″E / 41.388472, 2.1648833                                            | Encargada por Casimir Clapés para la sociedad textil “Sobrinos de Berenguer”. Sigue el esquema funcional de la burguesía del textil: oficinas y almacenes en la planta baja, principal para el propietario y pisos de alquiler. Se trata de un edificio modernista con profusa decoración artesana en el interior, especialmente en el vestíbulo y caja de escalera, y con fachada de piedra con esculturas alegóricas del negocio. | Correcto                                        |
|           |                                             |                                                    | | |                                                 |
| 1911      | Primer Premio                               | Joan Josep Hervás i Arizmendi                      | Casa Pérez Samanillo                                                                                              | Es uno de los pocos edificios independientes de su época que se conserva. Destaca por su claro estilo modernista y por su decoración palaciega, que ha sufrido pocas transforamciones interiores. Por el contrario, perdió una ala con forma de torre y el jardín que tenía en el lado de la Avenida Diagonal y la correspondiente fachada, comportando un cambio en el acceso principal. | Correcto                                        |
| 1911      | Primer Premio                               | Joan Josep Hervás i Arizmendi                      | Avenida Diagonal, n.º 502 41°23′43.82″N 2°9′15.22″E / 41.3955056, 2.1542278                                       | Es uno de los pocos edificios independientes de su época que se conserva. Destaca por su claro estilo modernista y por su decoración palaciega, que ha sufrido pocas transforamciones interiores. Por el contrario, perdió una ala con forma de torre y el jardín que tenía en el lado de la Avenida Diagonal y la correspondiente fachada, comportando un cambio en el acceso principal. | Correcto                                        |
| 1911      | Mención                                     | Enric Sagnier                                      | Casa Marqués de Julià                                                                                             | Fue encargada por Camíl Julià, que ya era propietario del edificio Guastavino de Mallorca con Paseo de Gracia, a Sagnier, que ya había realizado los edificios contiguos a familiares suyos. Es un edificio de líneas rectas con poca decoración exterior, salvando una tribuna y la cornisa (desaparecida por una sobreedificación posterior). | Correcto                                        |
| 1911      | Mención                                     | Enric Sagnier                                      | C/ Mallorca, n.º 264 41°23′40.42″N 2°9′49.3″E / 41.3945611, 2.163694                                              | Fue encargada por Camíl Julià, que ya era propietario del edificio Guastavino de Mallorca con Paseo de Gracia, a Sagnier, que ya había realizado los edificios contiguos a familiares suyos. Es un edificio de líneas rectas con poca decoración exterior, salvando una tribuna y la cornisa (desaparecida por una sobreedificación posterior). | Correcto                                        |
| 1911      | Mención                                     | Enric Sagnier                                      | Casa de Roman Macaya                                                                                              | El jurado destacó la notable distribución y criterios de confort interior. A pesar de ello, criticó una cierta pérdida de personalitat a favor de un “estilo afrancesado de 50 años atrás”. El edificio, ubicado en un solar de una zona privilegiada y de forma triangular, tiene aplanada su arista con la finalidad de tener una fachada orientada al Cinc d’Oros. | correcto                                        |
| 1911      | Mención                                     | Enric Sagnier                                      | C/Córcega y Avenida Diagonal 41°23′45.49″N 2°9′29.67″E / 41.3959694, 2.1582417                                    | El jurado destacó la notable distribución y criterios de confort interior. A pesar de ello, criticó una cierta pérdida de personalitat a favor de un “estilo afrancesado de 50 años atrás”. El edificio, ubicado en un solar de una zona privilegiada y de forma triangular, tiene aplanada su arista con la finalidad de tener una fachada orientada al Cinc d’Oros. | correcto                                        |
| 1911      | Mención                                     | Jaume Gustà i Bondia                               | Casa Gustà | Casa unifamiliar destianada a servir de vivienda del propio arquitecto, estando ubicada fuera del núcleo de crecimiento de mansiones modernistas de la época. Es de estilo modernista neogótico, con profusión de artes aplicadas entre las que destacan los vitrales, los trabajos con maderas tropicals, las pinturas murales y la cerámica de la fábrica Pujol i Bausis . El jurado destacó las “soluciones de los servicios sanitarios y el carácter rural con magníficas vistas sobre la ciudad”. | Regular                                         |
| 1911      | Mención                                     | Jaume Gustà i Bondia                               | C/ Alegre de Dalt, n.º 153 41°24′37.36″N 2°9′36.11″E / 41.4103778, 2.1600306                                      | Casa unifamiliar destianada a servir de vivienda del propio arquitecto, estando ubicada fuera del núcleo de crecimiento de mansiones modernistas de la época. Es de estilo modernista neogótico, con profusión de artes aplicadas entre las que destacan los vitrales, los trabajos con maderas tropicals, las pinturas murales y la cerámica de la fábrica Pujol i Bausis . El jurado destacó las “soluciones de los servicios sanitarios y el carácter rural con magníficas vistas sobre la ciudad”. | Regular                                         |
|           |                                             |                                                    | | |                                                 |
| 1912      | Primer Premio                               | Josep Puig i Cadafalch                             | Fábrica Casaramona                                                                                                | Fue la primera vez en la que se premió un edificio industrial, en un año en el que se presentaban obras tan destacadas como la Casa Comalat de Valeri Pupurull, la Rupert Garriga y la del Dr.Genové de Sagnier y la casa Company de Puig i Cadafalch. El jurado se congratuló tanto por el hecho de disponer de una instalación industrial como por su gran calidad estética. | Correcto                                        |
| 1912      | Primer Premio                               | Josep Puig i Cadafalch                             | C/ México 41°22′16.79″N 2°8′59.1″E / 41.3713306, 2.149750                                                         | Fue la primera vez en la que se premió un edificio industrial, en un año en el que se presentaban obras tan destacadas como la Casa Comalat de Valeri Pupurull, la Rupert Garriga y la del Dr.Genové de Sagnier y la casa Company de Puig i Cadafalch. El jurado se congratuló tanto por el hecho de disponer de una instalación industrial como por su gran calidad estética. | Correcto                                        |
|           |                                             |                                                    | | |                                                 |
| 1913      | Premio Especial. Gran Medalla de Oro        | Lluís Domènech i Montaner                          | Hospital de San Pablo                                                                                             | Al ser la tercera vez que se premiaba a Domènech i Montaner, el Ayuntamiento le otorgó la Medalla de Oro. Por la alta calidad de la obra, se acordó colocar una lápida conmemorativa extraordinaria, realizada por Manuel Fuxá. Esta lápida está situada en la gran escalera de honor, y está flanqueada por estética puramente modernista y letras góticas | Correcto                                        |
| 1913      | Premio Especial. Gran Medalla de Oro        | Lluís Domènech i Montaner                          | C/ San Antonio María Claret 41°24′46″N 2°10′28″E / 41.41278, 2.17444                                              | Al ser la tercera vez que se premiaba a Domènech i Montaner, el Ayuntamiento le otorgó la Medalla de Oro. Por la alta calidad de la obra, se acordó colocar una lápida conmemorativa extraordinaria, realizada por Manuel Fuxá. Esta lápida está situada en la gran escalera de honor, y está flanqueada por estética puramente modernista y letras góticas | Correcto                                        |
|           |                                             |                                                    | | |                                                 |
| 1914      | Primer Premio                               | Juan Rubió                                         | Casa Roviralta “el Frare Blanc” (el fraile blanco)                                                                | Rubió reformó la masía conocida como “El Frare Blanc” (el fraile blanco), nombre que procede de los antiguos ocupantes del orden de los dominicos. De la antigua masía se conserva la estructura y volúmenes y la capilla, como pieza original con su decoración. De compleja distribución y decoración interior, el exterior está acabado con elementos decorativos de ladrillos y cerámica, contrastando con las zonas lisas y blancas. | Correcto                                        |
| 1914      | Primer Premio                               | Juan Rubió                                         | Avenida del Tibidabo, n.º 31 41°24′47.83″N 2°8′3.9″E / 41.4132861, 2.134417                                       | Rubió reformó la masía conocida como “El Frare Blanc” (el fraile blanco), nombre que procede de los antiguos ocupantes del orden de los dominicos. De la antigua masía se conserva la estructura y volúmenes y la capilla, como pieza original con su decoración. De compleja distribución y decoración interior, el exterior está acabado con elementos decorativos de ladrillos y cerámica, contrastando con las zonas lisas y blancas. | Correcto                                        |
|           |                                             |                                                    | | |                                                 |
| 1915      | Primer Premio                               | Desierto                                           | Desierto | Desierto | Desierto                                        |
| 1915      | Primera Mención                             | Miquel Madorell i Rius                             | Chalé Araceli de Fabra i Puig                                                                                     | Vivienda unifamiliar de estilo afrancesado época imperio rodeado de jardines con los mejores elementos de confort e higiene. Era un edificio de planta cuadrada con bajos, un piso y buhardilla. | Destruida                                       |
| 1915      | Primera Mención                             | Miquel Madorell i Rius                             | C/Muntaner, n.º 264                                                                                               | Vivienda unifamiliar de estilo afrancesado época imperio rodeado de jardines con los mejores elementos de confort e higiene. Era un edificio de planta cuadrada con bajos, un piso y buhardilla. | Destruida                                       |
| 1915      | Segunda Mención                             | Enric Sagnier                                      | Casa Lluís Pellerin                                                                                               | Edificio de viviendas de alquiler de diseño sobrio y señorial con una distribución muy racional y dotado de las mejores comodidades de la época: calefacción, ascensores, escalera de servicio, etc. | correcto                                        |
| 1915      | Segunda Mención                             | Enric Sagnier                                      | Avinguda Diagonal 490 41°23′44.21″N 2°9′16.59″E / 41.3956139, 2.1546083                                           | Edificio de viviendas de alquiler de diseño sobrio y señorial con una distribución muy racional y dotado de las mejores comodidades de la época: calefacción, ascensores, escalera de servicio, etc. | correcto                                        |
|           |                                             |                                                    | | |                                                 |
| 1916      | Primer Premio                               | Desierto                                           | Desierto | Desierto | Desierto                                        |
| 1916      | Mención                                     | Salvador Vinyals i Sabaté                          | Casa Vicente Ferrer                                                                                               | Edificio encargado por el propietario de la tienda de farmacia, perfumería y droguería “Vicente Ferrer”, ganadora de una mención honorífica en la sección de establecimientos y comercios. La planta baja y el principal estaban dedicados al comercio y los cinco pisos restantes a vivienda de alquiler. Para lograr la máxima luminosidad en la parte comercial, la estructura de la fachada se basaba en grandes arcos a nivel del principal, descansando en grandes columnas que había en cada arista del edificio. | Destruida                                       |
| 1916      | Mención                                     | Salvador Vinyals i Sabaté                          | Plaza de Cataluña – Ronda de San Pedro.                                                                           | Edificio encargado por el propietario de la tienda de farmacia, perfumería y droguería “Vicente Ferrer”, ganadora de una mención honorífica en la sección de establecimientos y comercios. La planta baja y el principal estaban dedicados al comercio y los cinco pisos restantes a vivienda de alquiler. Para lograr la máxima luminosidad en la parte comercial, la estructura de la fachada se basaba en grandes arcos a nivel del principal, descansando en grandes columnas que había en cada arista del edificio. | Destruida                                       |
| 1916      | Premio extraordinario                       | Pere Falqués i Urpí                                | Remodelación del Arsenal en Museo de Bellas Artes                                                                 | El edificio del arsenal de la antigua ciudadela se tenía que transformar funcionalmente para fines absolutamente diferentes. De un almacén-fortaleza se tenía que pasar a un palacio y museo, debiéndose añadir dos alas laterales. Cuando el edificio pasó a albergar el Parlament, una de sus alas se mantuvo como museo hasta los años 1990. | Correcto                                        |
| 1916      | Premio extraordinario                       | Pere Falqués i Urpí                                | Parque de la Ciudadela 41°23′16.29″N 2°11′19.44″E / 41.3878583, 2.1887333                                         | El edificio del arsenal de la antigua ciudadela se tenía que transformar funcionalmente para fines absolutamente diferentes. De un almacén-fortaleza se tenía que pasar a un palacio y museo, debiéndose añadir dos alas laterales. Cuando el edificio pasó a albergar el Parlament, una de sus alas se mantuvo como museo hasta los años 1990. | Correcto                                        |
|           |                                             |                                                    | | |                                                 |
| 1917      | Premio                                      | Enric Sagnier                                      | Edificios para la Junta Provincial de Protección a la Infancia y Represión de la Mendicidad                       | El jurado destacó la dificultad de hacer una construcción dedicada a la beneficencia con una estructura “simpática y original, dando al barrio un nuevo motivo de belleza, en lugar de caer en edificaciones más similares a casernas ”. Otras dificultades fueron el presupuesto reducido, que acabó dando al edificio un aspecto austero con acabados en ladrillo, rebozados y teja árabe. | Parcialmente destruida                          |
| 1917      | Premio                                      | Enric Sagnier                                      | C/Dr. Trueta, n.º 76 (antes C/ Wad-Ras) 41°23′36.38″N 2°11′49.07″E / 41.3934389, 2.1969639                        | El jurado destacó la dificultad de hacer una construcción dedicada a la beneficencia con una estructura “simpática y original, dando al barrio un nuevo motivo de belleza, en lugar de caer en edificaciones más similares a casernas ”. Otras dificultades fueron el presupuesto reducido, que acabó dando al edificio un aspecto austero con acabados en ladrillo, rebozados y teja árabe. | Parcialmente destruida                          |
| 1917      | Premio                                      | Pau Salvat i Espasa                                | Editorial Salvat                                                                                                  | Las soluciones arquitectónicas contaban con el conocimiento funcional de la actividad que tenía el arquitecto, que era gerente de la editorial. Solucionó de forma moderna las necesidades de áreas de diseño y de producción del sector editorial y construyó la vivienda del propietario al lado de la nave industrial. | Correcto                                        |
| 1917      | Premio                                      | Pau Salvat i Espasa                                | C/ Mallorca, n.º 39 41°22′57.9″N 2°8′52.7″E / 41.382750, 2.147972                                                 | Las soluciones arquitectónicas contaban con el conocimiento funcional de la actividad que tenía el arquitecto, que era gerente de la editorial. Solucionó de forma moderna las necesidades de áreas de diseño y de producción del sector editorial y construyó la vivienda del propietario al lado de la nave industrial. | Correcto                                        |
| 1917      | Mención                                     | Marceliano Coquillat                               | Casa Delfina Bonet                                                                                                | Edificación entre paredes medianeras, de planta baja y cinco pisos, que forma parte de la conocida como manzana de la discordia La fachada actual es el producto de una reforma realizada en 1915. Resuelta con un clasicismo poco brillante, que no tiene nada que ver con la arquitectura modernista, en la que destacan las ventanas italianizantes de las plantas primera y segunda y del elemento central que lo corona. La planta baja también ha sufrido muchas modificaciones. | Correcto                                        |
| 1917      | Mención                                     | Marceliano Coquillat                               | Paseo de Gracia 39 41°23′29.2″N 2°9′54.57″E / 41.391444, 2.1651583                                                | Edificación entre paredes medianeras, de planta baja y cinco pisos, que forma parte de la conocida como manzana de la discordia La fachada actual es el producto de una reforma realizada en 1915. Resuelta con un clasicismo poco brillante, que no tiene nada que ver con la arquitectura modernista, en la que destacan las ventanas italianizantes de las plantas primera y segunda y del elemento central que lo corona. La planta baja también ha sufrido muchas modificaciones. | Correcto                                        |
| 1917      | Mención                                     | Miguel Ángel Navarro Pérez                         | Fachada del Centro Aragonés                                                                                       | Edificio construido con el esfuerzo popular de los socios de la entidad. Debido a los requerimientos funcionales muy condicionados por la sala de espectáculos y las dependencias artísticas, el jurado se limitó a evaluar la fachada, de estilo renacentista aragonés con elementos realizados en cerámica. | Transformada y mal conservada                   |
| 1917      | Mención                                     | Miguel Ángel Navarro Pérez                         | Calle de Torres Amat, n.º 2 (esquina con la Ronda de San Antonio) 41°23′02.9″N 2°9′51.07″E / 41.384139, 2.1641861 | Edificio construido con el esfuerzo popular de los socios de la entidad. Debido a los requerimientos funcionales muy condicionados por la sala de espectáculos y las dependencias artísticas, el jurado se limitó a evaluar la fachada, de estilo renacentista aragonés con elementos realizados en cerámica. | Transformada y mal conservada                   |
|           |                                             |                                                    | | |                                                 |
| 1918      | Premio extraordinario. Gran Medalla de Oro. | Enric Sagnier Josep Barba                          | Edificio de la Caja de Pensiones                                                                                  | El edificio había optado al premio del año anterior pero fue excluido por no estar acabado. Al ser el tercer premio que recibía su arquitecto, se le otorgó la Medalla de Oro, lo que impidió que Enric Sagnier pudiese optar a más galardones, a pesar de que recibió varias menciones. Es una obra neogótica germanizante hecha totalmente en piedra y con grandes y lujosos espacios interiores. | Correcto                                        |
| 1918      | Premio extraordinario. Gran Medalla de Oro. | Enric Sagnier Josep Barba                          | Vía Layetana, nº56 41°23′15.38″N 2°10′26.86″E / 41.3876056, 2.1741278                                             | El edificio había optado al premio del año anterior pero fue excluido por no estar acabado. Al ser el tercer premio que recibía su arquitecto, se le otorgó la Medalla de Oro, lo que impidió que Enric Sagnier pudiese optar a más galardones, a pesar de que recibió varias menciones. Es una obra neogótica germanizante hecha totalmente en piedra y con grandes y lujosos espacios interiores. | Correcto                                        |
| 1918      | Primer Premio                               | Juan Rubió                                         | Torre dels Pardals (Torre de los gorriones)                                                                       | ........................ | Destruida                                       |
| 1918      | Primer Premio                               | Juan Rubió                                         | C/ Dosrius | ........................ | Destruida                                       |
| 1918      | Primera Mención                             | Francesc de Paula Nebot                            | Casa Carme Oliveres d’Aixemús (Gabriel Boada ??)                                                                  | Edificio de viviendas para alquiler de cinco plantas y de estilo monumentalista. Está ubicado en un chaflán y una cúpula corona la arista. | Correcto                                        |
| 1918      | Primera Mención                             | Francesc de Paula Nebot                            | Calle de Muntaner 393 41°23′58.61″N 2°8′31.21″E / 41.3996139, 2.1420028                                           | Edificio de viviendas para alquiler de cinco plantas y de estilo monumentalista. Está ubicado en un chaflán y una cúpula corona la arista. | Correcto                                        |
| 1918      | Segunda Mención                             | Jaume Torres i Grau                                | Edificio industrial para Lluís Casali                                                                             | Magnífico edificio industrial de cuatro plantas con profusa utilización del ladrillo en las dos primeras plantas y alrededor de las ventanas trilobuladas del resto de la fachada. El inmueble estaba coronado por unas originales almenas encima de una cornisa muy elaborada. En el año 1938 se reconvirtió en viviendas y únicamente se conservó la estética de la fachada de la planta baja. | Transformada                                    |
| 1918      | Segunda Mención                             | Jaume Torres i Grau                                | Calle Torres Amat, n.º 1 41°23′03.24″N 2°9′51.04″E / 41.3842333, 2.1641778                                        | Magnífico edificio industrial de cuatro plantas con profusa utilización del ladrillo en las dos primeras plantas y alrededor de las ventanas trilobuladas del resto de la fachada. El inmueble estaba coronado por unas originales almenas encima de una cornisa muy elaborada. En el año 1938 se reconvirtió en viviendas y únicamente se conservó la estética de la fachada de la planta baja. | Transformada                                    |
|           |                                             |                                                    | | |                                                 |
| 1919      | Premio                                      | Enric Sagnier                                      | Casa Ignasi Coll                                                                                                  | Torre unifamiliar de veraneo de estilo novecentista. El edificio está compuesto de un cuerpo central flanqueado por dos torres que lo sobrepasan. Todo el conjunto tiene tejas a cuatro vertientes y las fachadas están tratadas con estuco liso y relieves neoflorentinos en todas las aperturas. Actualmente es un colegio. | Correcto                                        |
| 1919      | Premio                                      | Enric Sagnier                                      | Avenida del Tibidabo, n.º 24-28 41°24′46.72″N 2°8′7.24″E / 41.4129778, 2.1353444                                  | Torre unifamiliar de veraneo de estilo novecentista. El edificio está compuesto de un cuerpo central flanqueado por dos torres que lo sobrepasan. Todo el conjunto tiene tejas a cuatro vertientes y las fachadas están tratadas con estuco liso y relieves neoflorentinos en todas las aperturas. Actualmente es un colegio. | Correcto                                        |
| 1919      | Mención                                     | Francesc de Paula Nebot                            | ..................                                                                                                | ........................ | ?                                               |
| 1919      | Mención                                     | Francesc de Paula Nebot                            | Calle de Caspe, n.º 59 41°23′36.0″N 2°10′32.50″E / 41.393333, 2.1756944                                           | ........................ | ?                                               |
| 1919      | Mención                                     | Josep Domènech i Mansana y Francesc de Paula Nebot | Casas Baratas de la S.A. de Casas Baratas y Caja de Ahorros                                                       | ........................ | ?                                               |
| 1919      | Mención                                     | Josep Domènech i Mansana y Francesc de Paula Nebot | .....................                                                                                             | ........................ | ?                                               |
|           |                                             |                                                    | | |                                                 |
| 1920      | Premio                                      | Enric Sagnier                                      | Casa Lluís Rocamora                                                                                               | ........................ | Desaparecida                                    |
| 1920      | Premio                                      | Enric Sagnier                                      | Calle de Muntaner, n.º 306                                                                                        | ........................ | Desaparecida                                    |
| 1920      | Mención                                     | Antoni Pons i Domínguez                            | Casa Roldós | Fue una reforma de un edificio de 1867 obra de Francesc de Paula Nebot. Se volvió a reformar en 1929. | Transformada                                    |
| 1920      | Mención                                     | Antoni Pons i Domínguez                            | La Rambla, n.º 124 41°23′02.37″N 2°10′16.86″E / 41.3839917, 2.1713500                                             | Fue una reforma de un edificio de 1867 obra de Francesc de Paula Nebot. Se volvió a reformar en 1929. | Transformada                                    |
| 1920      | Mención                                     | Eduard Ferrés i Puig                               | Hotel Ritz | ........................ | Correcto                                        |
| 1920      | Mención                                     | Eduard Ferrés i Puig                               | Gran Vía, n.º 668 41°23′29.05″N 2°10′17.19″E / 41.3914028, 2.1714417                                              | ........................ | Correcto                                        |
|           |                                             |                                                    | | |                                                 |
| 1921-1925 | NO SE CONVOCA                               | NO SE CONVOCA                                      | NO SE CONVOCA | NO SE CONVOCA | NO SE CONVOCA                                   |
|           |                                             |                                                    | | |                                                 |
| 1926      | Primer Premio                               | Jaume Torres i Grau                                | Sede de FOCSA | Edificio representativo del novecentismo clasicista. La composición de la fachada en piedra de Montjuïc, combina elementos clásicos con rasgos de origen barroco, logrando una severa monumentalidad. En la cornisa que corona el conjunto hay cuatro esculturas alegóricas hechas por Josep Tenas. | Correcto                                        |
| 1926      | Primer Premio                               | Jaume Torres i Grau                                | Calle de Balmes, n.º 36 41°23′18.95″N 2°9′49.59″E / 41.3885972, 2.1637750                                         | Edificio representativo del novecentismo clasicista. La composición de la fachada en piedra de Montjuïc, combina elementos clásicos con rasgos de origen barroco, logrando una severa monumentalidad. En la cornisa que corona el conjunto hay cuatro esculturas alegóricas hechas por Josep Tenas. | Correcto                                        |
|           |                                             |                                                    | | |                                                 |
| 1927      | Primer Premio                               | Arnau Calvet i Peyronill                           | Almacenes o Casa Jorba                                                                                            | Edificio de estilo monumentalista que sigue un orden clasicista. Destaca la imponente marquesina de la fachada, los grandes faroles que la resiguen y el grupo escultórico situado sobre un portal con el emblema de los antiguos Almacenes Jorba: "LABOR OMNIA VINCIT". Se estructuraba a partir de un núcleo de comunicaciones central, con una escalera imperial y cuatro ascensores que la flanqueaban, y alrededor de dos patios de luces cubiertos por claraboyas de cristal de forma cupular, que unas reformas realizadas durante los años 60 destruyeron. El edificio sigue los corrientes conceptuales y estilísticos de los grandes almacenes centroeuropeuos y, en concreto, franceses. | Correcto                                        |
| 1927      | Primer Premio                               | Arnau Calvet i Peyronill                           | Avenida de la Puerta del Ángel, n.º 19-21 41°23′08.88″N 2°10′20.40″E / 41.3858000, 2.1723333                      | Edificio de estilo monumentalista que sigue un orden clasicista. Destaca la imponente marquesina de la fachada, los grandes faroles que la resiguen y el grupo escultórico situado sobre un portal con el emblema de los antiguos Almacenes Jorba: "LABOR OMNIA VINCIT". Se estructuraba a partir de un núcleo de comunicaciones central, con una escalera imperial y cuatro ascensores que la flanqueaban, y alrededor de dos patios de luces cubiertos por claraboyas de cristal de forma cupular, que unas reformas realizadas durante los años 60 destruyeron. El edificio sigue los corrientes conceptuales y estilísticos de los grandes almacenes centroeuropeuos y, en concreto, franceses. | Correcto                                        |
|           |                                             |                                                    | | |                                                 |
| 1928      | Primer Premio                               | Joan Baptista Serra                                | Ampliación de la casa Vicens de Antoni Gaudí                                                                      | Joan Baptista Serra realizó una ampliación del edificio a imagen del que había hecho Gaudí. | Correcto                                        |
| 1928      | Primer Premio                               | Joan Baptista Serra                                | Calle de las Carolinas, n.º 24 41°24′13″N 2°09′04″E / 41.40361, 2.15111                                           | Joan Baptista Serra realizó una ampliación del edificio a imagen del que había hecho Gaudí. | Correcto                                        |
|           |                                             |                                                    | | |                                                 |
| 1929      | NO SE CONVOCA                               | NO SE CONVOCA                                      | NO SE CONVOCA | NO SE CONVOCA | NO SE CONVOCA                                   |
| 1930-1931 | Premio                                      | Pedro Muguruza                                     | Estación de Francia                                                                                               | Construida por la Compañía de los Ferrocarriles de Madrid a Zaragoza y Alicante con motivo de la Exposición Universal de 1929, fue inaugurada por Alfonso XIII. Venía a sustituir la estación terminal de la TBF construida en 1885 y todavía dentro de la muralla | Correcto                                        |
| 1930-1931 | Premio                                      | Pedro Muguruza                                     | Avenida Marqués de la Argentera 41°23′03″N 2°11′09″E / 41.38417, 2.18583                                          | Construida por la Compañía de los Ferrocarriles de Madrid a Zaragoza y Alicante con motivo de la Exposición Universal de 1929, fue inaugurada por Alfonso XIII. Venía a sustituir la estación terminal de la TBF construida en 1885 y todavía dentro de la muralla | Correcto                                        |
| 1930-1931 | Mención                                     | Josep Maria Sagnier i Vidal                        | Palacete Miralles                                                                                                 | ........................ | Destruida                                       |
| 1930-1931 | Mención                                     | Josep Maria Sagnier i Vidal                        | ........................                                                                                          | ........................ | Destruida                                       |
| 1930-1931 | Mención                                     | Eusebi Bona                                        | ........................                                                                                          | ........................ | Correcto                                        |
| 1930-1931 | Mención                                     | Eusebi Bona                                        | C/ Alí Bey, n.º 11 41°23′28.10″N 2°10′39.2″E / 41.3911389, 2.177556                                               | ........................ | Correcto                                        |
| 1930-1931 | Mención                                     | Antoni Puig i Gairalt                              | Fábrica Myrurgia                                                                                                  | Está considerada la obra más importante de Puig. Con clara influencia art déco en la entrada y en el vestíbulo del chaflán, también tiene trazos generales de estilo novecentista y racionalista. El edificio está firmado en la fachada, debajo de los plafones neoclásicos de bronce. | Correcto                                        |
| 1930-1931 | Mención                                     | Antoni Puig i Gairalt                              | Calle de Mallorca, n.º 351 41°24′04.39″N 2°10′19.2″E / 41.4012194, 2.172000                                       | Está considerada la obra más importante de Puig. Con clara influencia art déco en la entrada y en el vestíbulo del chaflán, también tiene trazos generales de estilo novecentista y racionalista. El edificio está firmado en la fachada, debajo de los plafones neoclásicos de bronce. | Correcto                                        |
|           |                                             |                                                    | | |                                                 |

### Establecimientos comerciales
| Año       | Premio                | Autor                                                   | Nombre y Ubicación                                              | Descripción | Foto y estado            |
| --------- | --------------------- | ------------------------------------------------------- | --------------------------------------------------------------- | --- | ------------------------ |
|           |                       |                                                         |                                                                 | |                          |
| 1902      | Primer Premio         | Ricard de Capmany i Roura , decorador Puig i Cadafalch  | Bar Torino                                                      | Propiedad del turinés Flaminio Mezzalama, quien pretendía promocionar el vermut Martini & Rossi, fue inaugurado el 20 de septiembre de 1902 Además de la decoración de Capmany, Antoni Gaudí colaboró haciendo el salón árabe. Cerró hacia 1910 o 1911. | Desaparecido             |
| 1902      | Primer Premio         | Ricard de Capmany i Roura , decorador Puig i Cadafalch  | Pº de Gracia, n.º 38                                            | Propiedad del turinés Flaminio Mezzalama, quien pretendía promocionar el vermut Martini & Rossi, fue inaugurado el 20 de septiembre de 1902 Además de la decoración de Capmany, Antoni Gaudí colaboró haciendo el salón árabe. Cerró hacia 1910 o 1911. | Desaparecido             |
| 1902      | Mención               |                                                         | Perfumería Ideal                                                | | Desaparecido             |
| 1902      | Mención               | Gran Vía, n.º 642                                       |                                                                 | | Desaparecido             |
|           |                       |                                                         |                                                                 | |                          |
| 1903      | Primer Premio         | Lluís Domènech i Montaner                               | Hotel España                                                    | Los hermanos Joan y Pau Riba, habían abierto la "Fonda España" hacia 1850, siendo ampliado en 1903 para convertirlo en el Hotel España. La transformación hecha por Domènech es realmente admirable; la entrada tiene columnas de mármol, esgrafiados y luces de latón con marcado estilo modernista. Un impresionante hogar de mámol fue modelada por Eusebio Arnau y cincelada por Alfonso Juyol, representa el paso del tiempo entre el nacimiento y la vejez, estando coronado por un gran escudo de España. | Correcto                 |
| 1903      | Primer Premio         | Lluís Domènech i Montaner                               | C/ San Pablo, n.º 9-11                                          | Los hermanos Joan y Pau Riba, habían abierto la "Fonda España" hacia 1850, siendo ampliado en 1903 para convertirlo en el Hotel España. La transformación hecha por Domènech es realmente admirable; la entrada tiene columnas de mármol, esgrafiados y luces de latón con marcado estilo modernista. Un impresionante hogar de mámol fue modelada por Eusebio Arnau y cincelada por Alfonso Juyol, representa el paso del tiempo entre el nacimiento y la vejez, estando coronado por un gran escudo de España. | Correcto                 |
| 1903      | Segundo Premio        | Augusto Font Carreras                                   | Café restaurante Maison Dorée                                   | El establecimiento era propiedad de la familia Llibre (Guillem y su padre Pere, que también tenía una pastelería en la calle de Fernando y que posteriormente abrirían una sucursal en Plaza de Cataluña n.º 21, también ganadora de este concurso en 1912). | Desaparecido             |
| 1903      | Segundo Premio        | Augusto Font Carreras                                   | Plaza de Cataluña, n.º 22.                                      | El establecimiento era propiedad de la familia Llibre (Guillem y su padre Pere, que también tenía una pastelería en la calle de Fernando y que posteriormente abrirían una sucursal en Plaza de Cataluña n.º 21, también ganadora de este concurso en 1912). | Desaparecido             |
| 1903      | Mención               | Victor Masriera                                         | Tienda de objetos artísticos Masriera y Campins                 | | Desaparecido.            |
| 1903      | Mención               | Victor Masriera                                         | Calle Fernando, n.º 51.                                         | | Desaparecido.            |
|           |                       |                                                         |                                                                 | |                          |
| 1904      | Primer Premio.        |                                                         | Café Novedades                                                  | | Desaparecido.            |
| 1904      | Primer Premio.        | Pº de Gracia con al Calle de Caspe.                     |                                                                 | | Desaparecido.            |
|           |                       |                                                         |                                                                 | |                          |
| 1905      | Primer Premio         | Joan Alsina i Arús                                      | Restaurante Pince (Can Pinsa)                                   | Restaurante tradicional de la ciudad, fundado por el francés Jean Pince y esposa, cuya anécdota más conocida es el fallecimiento del Doctor Robert durante la cena del día 10 de abril de 1902. Posteriormente, Joan Alsina lo reformó y modernizó, siendo por ello merecedor del premio del concurso del Ayuntamiento. | HOTEL ADAGIO. FERRAN, 21 |
| 1905      | Primer Premio         | Joan Alsina i Arús                                      | C/ Fernando, n.º 31                                             | Restaurante tradicional de la ciudad, fundado por el francés Jean Pince y esposa, cuya anécdota más conocida es el fallecimiento del Doctor Robert durante la cena del día 10 de abril de 1902. Posteriormente, Joan Alsina lo reformó y modernizó, siendo por ello merecedor del premio del concurso del Ayuntamiento. | HOTEL ADAGIO. FERRAN, 21 |
| 1905      | Primer Accésit        |                                                         | Materiales de construcción de Evelio Doria Bonaplata.           | | desaparecido.            |
| 1905      | Primer Accésit        | Ronda de la Universidad, n.º 31                         |                                                                 | | desaparecido.            |
| 1905      | Segundo Accésit       | Lluís Domènech i Montaner                               | Fotografía Audouard                                             | El 6 de julio de 1905, Pablo Audouard inauguró su nuevo estudio en la planta baja de la Casa Lleó Morera. Lluís Domènech i Montaner como decorador, incorporó a los mejores artesanos: Adrià Gual, que realizó la entrada, el «proyecto de los escaparates» y «dos tapices de brillantes colores y gran efecto ornamental»; el escultor Alfons Juyol, el ebanista Joan Busquets i Jané (1874-1949) y «el lampista» Riera; la pintura decorativa de Vilaró; Antoni Rigalt i Blanch (1850-1914) y "Buxeres i Codorniu", que se encargaron de los vitrales; y, Gaspar Homar (1870-1953), que realizó los trebajos de marquetería. Además de los aspectos estéticos, la nueva galería contaba con la novedad tecnológica de la iluminación artificial, lo que permitía ubicarla en una planta baja -ofreciendo, así un plus de comodidad para los clientes- y no en la azotea, como era costumbre, con la finalidad de aprovechar la luz natural. | Desaparecido.            |
| 1905      | Segundo Accésit       | Lluís Domènech i Montaner                               | Pº Gracia, n.º 35 (Casa Lleó Morera)                            | El 6 de julio de 1905, Pablo Audouard inauguró su nuevo estudio en la planta baja de la Casa Lleó Morera. Lluís Domènech i Montaner como decorador, incorporó a los mejores artesanos: Adrià Gual, que realizó la entrada, el «proyecto de los escaparates» y «dos tapices de brillantes colores y gran efecto ornamental»; el escultor Alfons Juyol, el ebanista Joan Busquets i Jané (1874-1949) y «el lampista» Riera; la pintura decorativa de Vilaró; Antoni Rigalt i Blanch (1850-1914) y "Buxeres i Codorniu", que se encargaron de los vitrales; y, Gaspar Homar (1870-1953), que realizó los trebajos de marquetería. Además de los aspectos estéticos, la nueva galería contaba con la novedad tecnológica de la iluminación artificial, lo que permitía ubicarla en una planta baja -ofreciendo, así un plus de comodidad para los clientes- y no en la azotea, como era costumbre, con la finalidad de aprovechar la luz natural. | Desaparecido.            |
| 1905      | Mención               | Salvador Alarma                                         | Almacén y oficina de Anís del Mono. Vicente Bosch               | De esta obra destacaba la nueva línea de los escaparates y el diferente tratamiento para la solución de los cristales translúcidos. Una de las partes más bellas era el trabajo de los metales, tanto en las pantallas, como en los medallones con relieve y en las columnas de la entrada, junto a la barandilla. Algunos podrían considerar que la inauguración era una auténtica provocación por el hecho de instalarse en una calle próxima al Gran Teatro del Liceo y que, en aquella época, era tan noble. Pero parece ser que Vicente era un gran aficionado a la ópera, hasta el punto que se rumorea que cuando su avanzada edad ya no le permitía ir al Liceo, se hizo instalar una línea telefónica directa con el gran Teatro para continuar gozando de su pasión. | Desaparecido.            |
| 1905      | Mención               | Salvador Alarma                                         | Calle Fernando, n.º 30.                                         | De esta obra destacaba la nueva línea de los escaparates y el diferente tratamiento para la solución de los cristales translúcidos. Una de las partes más bellas era el trabajo de los metales, tanto en las pantallas, como en los medallones con relieve y en las columnas de la entrada, junto a la barandilla. Algunos podrían considerar que la inauguración era una auténtica provocación por el hecho de instalarse en una calle próxima al Gran Teatro del Liceo y que, en aquella época, era tan noble. Pero parece ser que Vicente era un gran aficionado a la ópera, hasta el punto que se rumorea que cuando su avanzada edad ya no le permitía ir al Liceo, se hizo instalar una línea telefónica directa con el gran Teatro para continuar gozando de su pasión. | Desaparecido.            |
|           |                       |                                                         |                                                                 | |                          |
| 1906      | Primer Premio         | Desierto                                                | Desierto                                                        | Desierto | Desierto                 |
|           |                       |                                                         |                                                                 | |                          |
| 1907      | Primer Premio         | Albert Juan i Torner                                    | Farmacia del Dr. Domènech                                       | | Desaparecido             |
| 1907      | Primer Premio         | Albert Juan i Torner                                    | Ronda de San Pablo, n.º 71                                      | | Desaparecido             |
| 1907      | Premio extraordinario | Augusto Font Carreras                                   | Establecimiento de materiales de construcción Butzems y Fradera | | Desaparecido             |
| 1907      | Premio extraordinario | Augusto Font Carreras                                   | Calle de Pelayo, n.º 22                                         | | Desaparecido             |
|           |                       |                                                         |                                                                 | |                          |
| 1908      | Primer Premio         | Desierto                                                | Desierto                                                        | Desierto | Desierto                 |
| 1908      | Mención especial      | ?                                                       | Pastas para sopa de Francisco Garriga                           | | Desaparecido             |
| 1908      | Mención especial      | ?                                                       | C/ Carmen, n.º 7                                                | | Desaparecido             |
|           |                       |                                                         |                                                                 | |                          |
| 1909      | Primer Premio         | Miguel Moragas / Salvador Alarma                        | Bar La Luna                                                     | | Desaparecido             |
| 1909      | Primer Premio         | Miguel Moragas / Salvador Alarma                        | Plaza de Cataluña, n.º 9                                        | | Desaparecido             |
| 1909      | Premio extraordinario | Eduard Maria Balcells                                   | Parada de carne en el Mercado de San Antonio, núm. 435-436      | | Desaparecido             |
| 1909      | Premio extraordinario | Eduard Maria Balcells                                   | Mercado de San Antonio                                          | | Desaparecido             |
|           |                       |                                                         |                                                                 | |                          |
| 1910      | Primer Premio         | Miguel Moragas / Salvador Alarma                        | Establecimiento “objetos sanitarios modernos” Francisco Sangrá  | | Desaparecido             |
| 1910      | Primer Premio         | Miguel Moragas / Salvador Alarma                        | La Rambla, n.º 10                                               | | Desaparecido             |
|           |                       |                                                         |                                                                 | |                          |
| 1911      | Premio extraordinario | Josep Bori                                              | Joyería y relojería El Regulador                                | Propiedad de Joan Boix | Desaparecido             |
| 1911      | Premio extraordinario | Josep Bori                                              | La Rambla, n.º 37                                               | Propiedad de Joan Boix | Desaparecido             |
| 1911      | Premio extraordinario | Juan Llongueras                                         | Café restaurante Royal                                          | Propiedad de Esteban Sala | Desaparecido             |
| 1911      | Premio extraordinario | Juan Llongueras                                         | Rambla de los Estudios]], n.º 8                                 | Propiedad de Esteban Sala | Desaparecido             |
| 1911      | Premio extraordinario | Esteva                                                  | Muebles y decoración Esteva y Cía                               | | Desaparecido             |
| 1911      | Premio extraordinario | Esteva                                                  | Pº de Gracia, n.º 18                                            | | Desaparecido             |
| 1911      | Premio extraordinario | Josep Maria Pericas                                     | Farmacia del Dr. Espinós                                        | Se conserva un farol en la Farmacia de M. Teresa Domingo de la calle Muntaner, n.º 184. De hecho, el número que aparece dibujado en los cristales de la luz es el 264. | Desaparecida             |
| 1911      | Premio extraordinario | Josep Maria Pericas                                     | C/ de la Diputación, n.º 264                                    | Se conserva un farol en la Farmacia de M. Teresa Domingo de la calle Muntaner, n.º 184. De hecho, el número que aparece dibujado en los cristales de la luz es el 264. | Desaparecida             |
| 1911      | Premio extraordinario | Josep Plantada Artigas                                  | Cine Ideal                                                      | Propiedad de Pere Garriga. Estaba ubicado entre Paseo de Gracia y Rambla de Cataluña, donde en 1952 se construyó el hotel Avenida Palace. | Desaparecido             |
| 1911      | Premio extraordinario | Josep Plantada Artigas                                  | Gran Vía, n.º 605-607                                           | Propiedad de Pere Garriga. Estaba ubicado entre Paseo de Gracia y Rambla de Cataluña, donde en 1952 se construyó el hotel Avenida Palace. | Desaparecido             |
|           |                       |                                                         |                                                                 | |                          |
| 1912      | Primer Premio.        | Enric Sagnier                                           | Confitería Guillermo Llibre                                     | Este establecimiento de Guillem Llibre era sucursal del que Pere Llibre tenía en la calle de Fernando. La familia Llibre también eran los propietarios de la Maison Dorée que estaba al lado, en el número 22 y que había ganado este concurso en 1903. | Desaparecido             |
| 1912      | Primer Premio.        | Enric Sagnier                                           | Plaza de Cataluña, n.º 21                                       | Este establecimiento de Guillem Llibre era sucursal del que Pere Llibre tenía en la calle de Fernando. La familia Llibre también eran los propietarios de la Maison Dorée que estaba al lado, en el número 22 y que había ganado este concurso en 1903. | Desaparecido             |
|           |                       |                                                         |                                                                 | |                          |
| 1913      | Primer Premio         | Enric Sagnier                                           | Sastrería y camisería Comas y Cía.                              | La anterior decoración del local también la había realizado Sagnier. Este arquitecto e interiorista optó por una decoración estilo imperio con maderas nobles. | Desaparecido             |
| 1913      | Primer Premio         | Enric Sagnier                                           | Pº de Gracia, n.º 2                                             | La anterior decoración del local también la había realizado Sagnier. Este arquitecto e interiorista optó por una decoración estilo imperio con maderas nobles. | Desaparecido             |
|           |                       |                                                         |                                                                 | |                          |
| 1914      | Primer Premio         | Desierto                                                | Desierto                                                        | Desierto | Desierto                 |
| 1914      | Mención honorífica    | Josep Puig i Cadafalch                                  | Orfebrería Miele y Cía.                                         | La casa Miele, que vendía objetos fabricados con un metal que precisamente recibía el nombre de plata Miele –un invento alemán de gran éxito internacional–, que imitaba las cualidades de la plata auténtica y las mejoraba desde el punto de vista del uso doméstico. A raíz del traslado a esa tienda lujosa y popular, el arquitecto Puig i Cadafalch hizo una reforma total de la casa. Actualmente el edificio ha sufrido muchas transformaciones, pero se nota su mano en algunos elementos que han perdurado: fragmentos de las rejas de la planta baja, ornamentación de los balcones y reordenación de ventanas. | Desaparecido             |
| 1914      | Mención honorífica    | Josep Puig i Cadafalch                                  | C/ Fernando, n.º 2 y la Rambla                                  | La casa Miele, que vendía objetos fabricados con un metal que precisamente recibía el nombre de plata Miele –un invento alemán de gran éxito internacional–, que imitaba las cualidades de la plata auténtica y las mejoraba desde el punto de vista del uso doméstico. A raíz del traslado a esa tienda lujosa y popular, el arquitecto Puig i Cadafalch hizo una reforma total de la casa. Actualmente el edificio ha sufrido muchas transformaciones, pero se nota su mano en algunos elementos que han perdurado: fragmentos de las rejas de la planta baja, ornamentación de los balcones y reordenación de ventanas. | Desaparecido             |
|           |                       |                                                         |                                                                 | |                          |
| 1915      | Primer Premio         | Eduard Ferrés i Puig, Ignasi Mas i Morell y Lluís Homs. | Almacenes Damians                                               | Posteriormente fueron renombrados (El Siglo). Los espacios interiores destacaban por la amplitud y pocas columnas. Los patios de luces y escaleras de distribución recordaban a los de los almacenes centroeuropeos. | Transformado             |
| 1915      | Primer Premio         | Eduard Ferrés i Puig, Ignasi Mas i Morell y Lluís Homs. | C/ Pelayo, n.º 54                                               | Posteriormente fueron renombrados (El Siglo). Los espacios interiores destacaban por la amplitud y pocas columnas. Los patios de luces y escaleras de distribución recordaban a los de los almacenes centroeuropeos. | Transformado             |
| 1915      | Mención honorífica    | Ramón Puig Gairalt                                      | Farmacia y droguería de Vicente Ferrer y Cía.                   | El edificio de nueva construcción también fue galardonado en este apartado. | Desaparecido             |
| 1915      | Mención honorífica    | Ramón Puig Gairalt                                      | Plaza de Cataluña con Ronda de San Pedro, n.º 2                 | El edificio de nueva construcción también fue galardonado en este apartado. | Desaparecido             |
|           |                       |                                                         |                                                                 | |                          |
| 1916      | Primer Premio         | Luis Masriera y Rosés                                   | Joyería Masriera Hermanos y Joaquín Carreras                    | Después de la fusión en 1915 entre los plateros Masriera (desde 1839) y Carreras (desde 1766), trasladaron su tienda de la calle de Fernando al céntrico Paseo de Gracia. Hacia los años 1990, ya integrada con Bagues, se volvió a trasladar dentro del mismo Paseo a la Casa Amatller. El local ha sufrido pocas transformacions. Colaboraron los artistas Eusebio Arnau y Dionisio Renart. | Correcto                 |
| 1916      | Primer Premio         | Luis Masriera y Rosés                                   | Pº de Gracia, n.º 26                                            | Después de la fusión en 1915 entre los plateros Masriera (desde 1839) y Carreras (desde 1766), trasladaron su tienda de la calle de Fernando al céntrico Paseo de Gracia. Hacia los años 1990, ya integrada con Bagues, se volvió a trasladar dentro del mismo Paseo a la Casa Amatller. El local ha sufrido pocas transformacions. Colaboraron los artistas Eusebio Arnau y Dionisio Renart. | Correcto                 |
| 1916      | Primer Premio         | Oleguer Junyent                                         | Instalaciones y aparatos eléctricos de Joan Pich                | | Desaparecido             |
| 1916      | Primer Premio         | Oleguer Junyent                                         | Plaza de Cataluña, n.º 9                                        | | Desaparecido             |
| 1916      | Mención honorífica    |                                                         | Pabellón Café-Restaurante del Parque                            | Encargado por la Sociedad anónima de Recreos y atracciones. | Desaparecido             |
| 1916      | Mención honorífica    | Plaza de la Cascada, en el Parque de la Ciudadela       |                                                                 | Encargado por la Sociedad anónima de Recreos y atracciones. | Desaparecido             |
|           |                       |                                                         |                                                                 | |                          |
| 1917      | Primer Premio         | Modesto Castañé i Lloret                                | Prats Fatjó y Cía.                                              | | Desaparecido             |
| 1917      | Primer Premio         | Modesto Castañé i Lloret                                | Pº de Gracia, n.º 6                                             | | Desaparecido             |
|           |                       |                                                         |                                                                 | |                          |
| 1918      | Primer Premio         | ?                                                       | Bar “Peña Izquierda Ensanche”                                   | | ??                       |
| 1918      | Primer Premio         | ?                                                       |                                                                 | | ??                       |
|           |                       |                                                         |                                                                 | |                          |
| 1919      | Primer Premio         | Antoni Utrillo                                          | Granja Royal                                                    | Propiedad de Esteban Sala, fue inaugurada el 10 de octubre de 1919. El salón tenía dos zonas, una para servicios de barra y otra con un salón y mesas. El propio Utrillo había pintado unos plafones con temas pastoriles y galantes. | Desaparecida             |
| 1919      | Primer Premio         | Antoni Utrillo                                          | Calle de Pelayo, n.º 58                                         | Propiedad de Esteban Sala, fue inaugurada el 10 de octubre de 1919. El salón tenía dos zonas, una para servicios de barra y otra con un salón y mesas. El propio Utrillo había pintado unos plafones con temas pastoriles y galantes. | Desaparecida             |
|           |                       |                                                         |                                                                 | |                          |
| 1920-1924 | NO SE CONVOCA         | NO SE CONVOCA                                           | NO SE CONVOCA                                                   | NO SE CONVOCA | NO SE CONVOCA            |
|           |                       |                                                         |                                                                 | |                          |
| 1925      | Primer Premio         | M.Andre, J.Martrús                                      | Joyería Valentí                                                 | | ??                       |
| 1925      | Primer Premio         | M.Andre, J.Martrús                                      | Pº de Gracia, n.º 16                                            | | ??                       |
|           |                       |                                                         |                                                                 | |                          |
| 1926      | Primer Premio         | Desierto                                                | Desierto                                                        | Desierto | Desierto                 |
| 1927      | Primer Premio         | Antoni Utrillo                                          | Farmacia Pujol i Cullell                                        | | ??                       |
| 1927      | Primer Premio         | Antoni Utrillo                                          |                                                                 | | ??                       |
|           |                       |                                                         |                                                                 | |                          |
| 1928      | NO SE CONVOCA         | NO SE CONVOCA                                           | NO SE CONVOCA                                                   | NO SE CONVOCA | NO SE CONVOCA            |
|           |                       |                                                         |                                                                 | |                          |
| 1929      | Primer Premio         | Antoni Badrinas                                         | ”El Dique Flotante”                                             | | Desaparecido             |
| 1929      | Primer Premio         | Antoni Badrinas                                         | Calle del Portal del Ángel, n.º 9                               | | Desaparecido             |
|           |                       |                                                         |                                                                 | |                          |
| 1930      | Primer Premio         | Santiago Marco                                          | ”Aplicaciones del Gas”                                          | | ??                       |
| 1930      | Primer Premio         | Santiago Marco                                          |                                                                 | | ??                       |
|           |                       |                                                         |                                                                 | |                          |